# Trains and Winter Rains
A Trains and Winter Rains Enya ír dalszerző és énekesnő első kislemeze And Winter Came… című albumáról. Csak promóciós kislemezként jelent meg. Először 2008. szeptember 29-én mutatták be, a BBC Radio 2 Wake Up to Wogan című műsorában. A dalban szerepel egy részlet az Agnus Dei című keresztény dalból.

## Videóklip
A dal videóklipje október 22-én került fel Enya hivatalos weboldalára. Egy fiú szerepel benne, aki vonattal utazik haza Londonba; Enya is egy vonaton látható benne, a háttérben New York éjszakai városképével.

## Helyezések
| Slágerlista (2008)                          | Legmagasabb helyezés |
| ------------------------------------------- | -------------------- |
| Belgium, vallon kislemezlista               | 39                   |
| Japán Hot 100                               | 6                    |
| Olasz kislemezlista                         | 15                   |
| USA Billboard Hot Adult Contemporary Tracks | 27                   |